# Maladie d'Urbach-Wiethe
La maladie d'Urbach-Wiethe est un trouble génétique récessif rare, officiellement signalé pour la première fois en 1929. La maladie s'attaque spécifiquement à l'amygdale basolatérale (ABL) sans affecter les autres zones du cerveau. Les symptômes de la maladie varient beaucoup d'un individu à l'autre. Ils sont principalement dermatologiques et neurologiques, affectant notamment l'empathie envers des inconnus et plus généralement les modalités du comportement prosocial (aptitude à l'entraide),. S'il n'y a pas encore de remède à la maladie d'Urbach-Wiethe, il existe des moyens de traiter individuellement un grand nombre de ces symptômes et les patients ne présentent pas de diminution de leur espérance de vie.

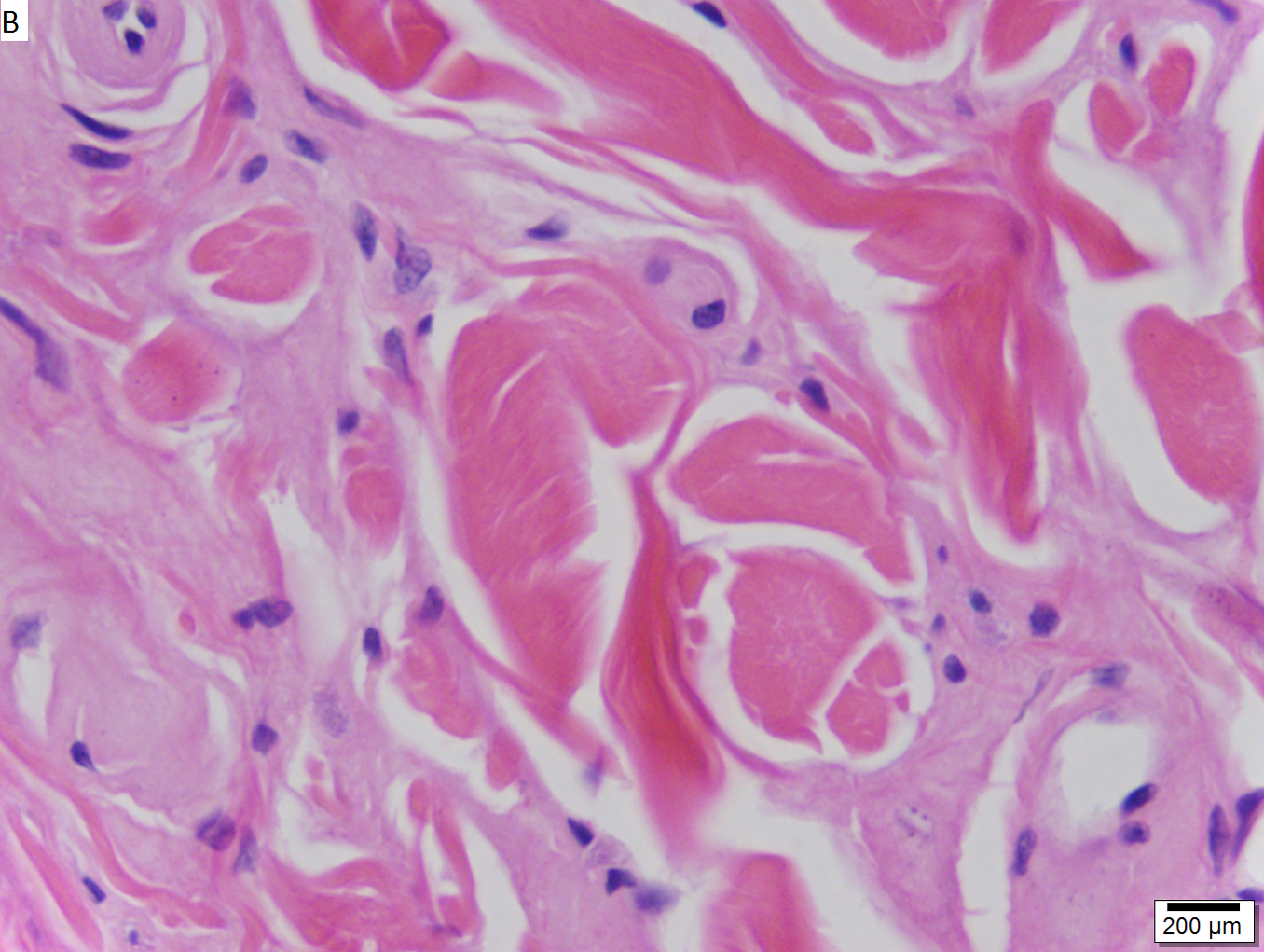
Image microscopique d'une biopsie de peau d'un patient atteint de la maladie d'Urbach-Wiethe (coloration à l'hématoxyline et à l'éosine).

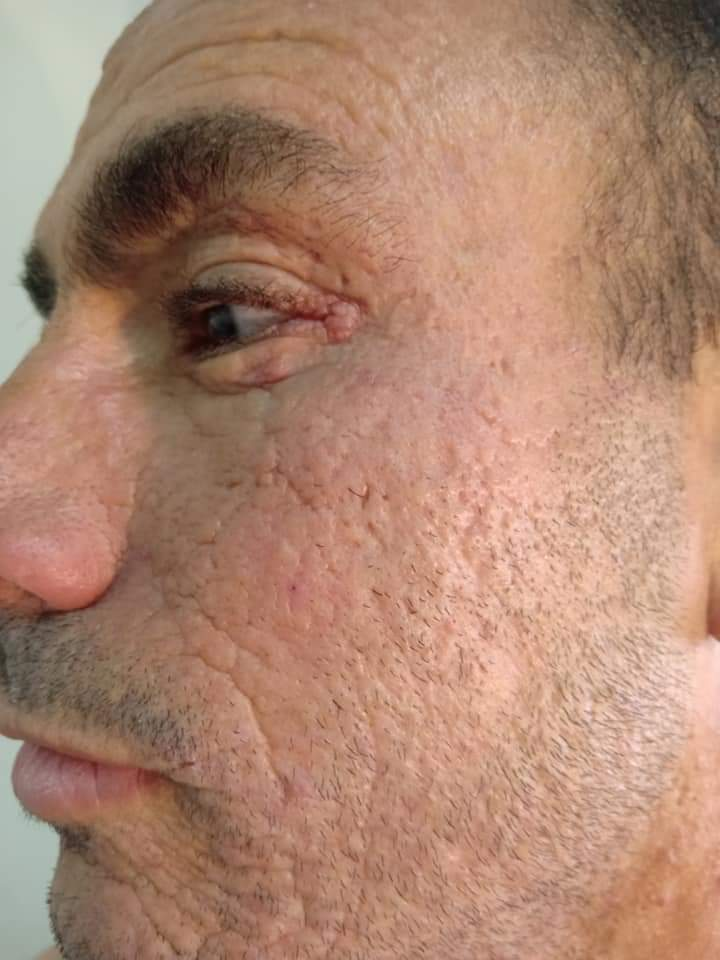
Peau d'un patient atteint de la maladie d'Urbach-Wiethe.

## Symptômes
Les symptômes de la maladie varient grandement selon les individus. Ils peuvent inclure une voix rauque, des lésions et des cicatrices sur la peau, une peau facilement endommagée avec une mauvaise cicatrisation, une peau sèche et ridée et un perlage des papules autour des paupières,,. Dans certains cas, on observe également un durcissement du tissu cérébral dans les lobes temporaux médians, ce qui peut entraîner de l'épilepsie et des anomalies neuropsychiatriques.
Comme la maladie d'Urbach-Wiethe est une maladie autosomique récessive, les individus hétérozygotes sont porteurs d'un allèle muté sans présenter de symptômes.

## Causes et diagnostic
La maladie est causée par des mutations type perte de fonction du gène de la protéine de la matrice extracellulaire 1 (ECM1) localisé sur le chromosome 1 en 1q21. Les symptômes dermatologiques sont causés par l'accumulation d'un matériau hyalin dans le derme et l'épaississement de la membrane basale de la peau. La maladie de Urbach-Wiethe est généralement diagnostiquée par ses manifestations cliniques dermatologiques, en particulier les papules perlées sur les paupières. La découverte des mutations du gène ECM1 a permis l'utilisation de tests génétiques pour confirmer un premier diagnostic clinique. La coloration acide periodique-Schiff (PAS) et l'immunohistochimie peuvent également être utilisées pour le diagnostic,.

## Évolution
La maladie ne met généralement pas la vie en danger et les patients ne présentent pas de diminution de leur espérance de vie.
En 2006, il n'existe pas de remède à la maladie d'Urbach-Wiethe, bien qu'il existe des moyens de traiter individuellement un grand nombre de ses symptômes. La découverte des mutations du gène ECM1 a ouvert la possibilité d'une thérapie génique ou d'une protéine ECM1 recombinante pour le traitement de la maladie d'Urbach-Wiethe, mais aucune de ces options n'est actuellement disponible.

## Fréquence
On compte moins de 150 cas recensés dans le monde (en 2006 étaient mentionnés environ 400 cas rapportés depuis sa découverte),. Elle a été officiellement signalée pour la première fois en 1929 par Erich Urbach et Camillo Wiethe,, bien que des cas ont pu être reconnus dès 1908,,. En 2025, un foyer de porteurs de la maladie d'Urbach-Wiethe a pu être étudié au Namaqualand.

## Recherche
Des chercheurs ont observé qu'en raison de lésions cérébrales, en particulier de l'amygdale, une femme (S.M. (en)) atteinte de la maladie d'Urbach-Wiethe était totalement incapable de ressentir la peur. Bien qu'il soit impossible de tirer des conclusions d'un seul cas particulier, cette expérience a montré l'importance du rôle de l'amygdale en cas de frayeur,.
Certains chercheurs examinent des patients atteints de la maladie d'Urbach-Wiethe pour en savoir plus sur d'autres maladies qui présentent des symptômes neurologiques similaires, comme l'autisme.